# عبد العزيز آكاه باشا
عبد العزيز آكاه باشا هو سياسي عثماني شغل منصب والي في الدولة العثمانية.

## مناصبه
تولى المناصب التالية:
- سنجق بك إشقودرة (حتى 1855)
- والي دمشق (حتى 1852)